# 慶應医学会

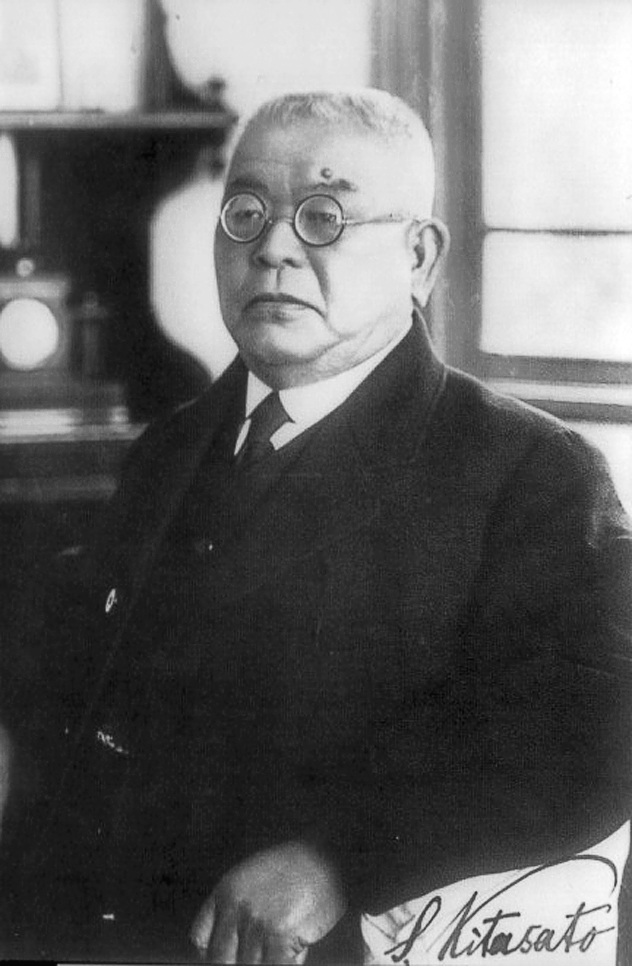
北里柴三郎（初代会長）

慶應医学会（けいおういがくかい、英名 The Keio Medical Society）は、医学の進歩と啓発を図ることを目的として大正9年（1920年）に設立された学会。日本学術会議協力学術研究団体。
本部事務局を新宿区信濃町35番地慶應義塾大学医学部内に置いている。

## 歴史
- 「慶應医学社」と「慶應医学会」が昭和3年（1928年）に合併[1]。

## 会員資格
- 慶應義塾大学医学部の出身者、関係者ならびに本会の目的に賛同する医師およびその他の者[1]。

## 主な事業
- 大会・シンポジウム・研究発表会・講演会等の開催、学会誌・会報・ニュースレター・パンフレット等印刷物の刊行など[1]

## 学会誌
- 『The Keio Journal of Medicine（KJM)』（1952年創刊）[2]
- 『慶應医学』（1921年創刊、現在休刊中）[2]